# Темплер, Дональд
Дональд Темплер (англ. Donald I. Templer, род. 1938) — американский психолог, наиболее известный своими идеями о связи расы и интеллекта, а также своей связью с белой националистической группой «Американское Возрождение». Ранее он был профессором психологии в Университете Alliant International во Фресно, Калифорния.

## Образование и карьера
Темплер получил степень доктора философии в Университете Кентукки в 1967 году. Он был профессором психологии в Университете Alliant International во Фресно, Калифорния.

## Исследования

### Шкала страха смерти
В 1970 году Темплер разработал шкалу страха смерти, самую известную шкалу, используемую для измерения страха смерти. 

### Связь интеллекта и расы
Последние исследования Темплера были посвящены связи расы и интеллекта, и он выступал на эту тему на конференциях белых националистов «Американского Возрождения». Темплер и Хироко Арикава в своём исследовании 2006 года утверждали, что более холодный климат способствует более высокому IQ, поскольку на таких территориях сложнее жить. Темплер описывал «расовых реалистов» как современных Галилеев и утверждал, что компенсируемая стерилизация получателей социальных пособий позволит сэкономить средства и предотвратит «бремя» для общества. 

#### Отмена статьи 2012 года
17 июня 2020 года издательство Elsevier объявило об отзыве статьи, опубликованной Темплером и Дж. Филиппом Раштоном в 2012 году в журнале Elsevier Personality and Individual Differences. В статье утверждалось, что существуют научные доказательства того, что цвет кожи связан с агрессией и сексуальностью у людей.

### Размер пениса
В 2002 году он опубликовал книгу «Важен ли размер?», в которой основное внимание уделяется различиям в размерах пениса у людей и предпочтениям относительно пенисов определённых размеров. В 2007 году он появился на шоу Говарда Стерна, чтобы обсудить эту тему, где Стерн назвал его «Доктор Пенис».